# Cmentarz Ohlsdorf
Cmentarz Ohlsdorf (daw. Hauptfriedhof Ohlsdorf) – nekropolia w Hamburgu o powierzchni 391 ha, w dzielnicy Ohlsdorf, czwarty co do wielkości cmentarz na świecie, po irackim Wadi-us-Salaam oraz dwóch amerykańskich, Calverton National Cemetery i Abraham Lincoln National Cemetery, a także największy istniejący niewojskowy cmentarz.

## Charakterystyka
Cmentarz został otwarty w 1877. Do dziś dokonano na nim ponad 1,4 mln pochówków. Na powierzchni 391 ha znajduje się 12 kaplic, ponad 256 tys. miejsc pochówku i sieć ulic o łącznej długości 17 km. Transport publiczny cmentarza obsługiwany jest przez dwie linie autobusowe z 22 przystankami.